# 4-та паралель південної широти
4-та паралель південної широти — лінія широти, що лежить на 4 градуси південніше земної екваторіальної площини. Вона проходить через Атлантичний океан, Африку, Індійський океан, Південно-Східну Азію, Австралазію, Тихий океан та Південну Америку.

## Список географічних об'єктів, що перетинає 4° пд. ш.
Починаючи з Гринвіцького меридіану та рухаючись на схід, 4-та паралель південної широти проходить через:
| Координати                                                 | Країна, територія або море | Примітки |
| ---------------------------------------------------------- | -------------------------- | --- |
| 4°0′ пд. ш. 0°0′ сх. д. / 4.000° пд. ш. 0.000° сх. д.      | Атлантичний океан          | |
| 4°0′ пд. ш. 11°13′ сх. д. / 4.000° пд. ш. 11.217° сх. д.   | Республіка Конго           | |
| 4°0′ пд. ш. 15°42′ сх. д. / 4.000° пд. ш. 15.700° сх. д.   | ДР Конго                   | |
| 4°0′ пд. ш. 29°6′ сх. д. / 4.000° пд. ш. 29.100° сх. д.    | Озеро Танганьїка           | |
| 4°0′ пд. ш. 29°26′ сх. д. / 4.000° пд. ш. 29.433° сх. д.   | Бурунді                    | |
| 4°0′ пд. ш. 30°13′ сх. д. / 4.000° пд. ш. 30.217° сх. д.   | Танзанія                   | |
| 4°0′ пд. ш. 38°15′ сх. д. / 4.000° пд. ш. 38.250° сх. д.   | Кенія                      | Проходить через Момбасу |
| 4°0′ пд. ш. 39°44′ сх. д. / 4.000° пд. ш. 39.733° сх. д.   | Індійський океан           | Проходить між островами Деніс та Арід, Сейшельські Острови |
| 4°0′ пд. ш. 102°19′ сх. д. / 4.000° пд. ш. 102.317° сх. д. | Індонезія                  | Проходить через острів Суматра |
| 4°0′ пд. ш. 105°52′ сх. д. / 4.000° пд. ш. 105.867° сх. д. | Яванське море              | |
| 4°0′ пд. ш. 114°37′ сх. д. / 4.000° пд. ш. 114.617° сх. д. | Індонезія                  | Південний Калімантан — проходить через острів Калімантан |
| 4°0′ пд. ш. 115°2′ сх. д. / 4.000° пд. ш. 115.033° сх. д.  | Яванське море              | |
| 4°0′ пд. ш. 116°2′ сх. д. / 4.000° пд. ш. 116.033° сх. д.  | Індонезія                  | Південний Калімантан — проходить через острів Лаут[en] |
| 4°0′ пд. ш. 116°10′ сх. д. / 4.000° пд. ш. 116.167° сх. д. | Макасарська протока        | |
| 4°0′ пд. ш. 119°34′ сх. д. / 4.000° пд. ш. 119.567° сх. д. | Індонезія                  | Проходить через Південний півострів[en] на острові Сулавесі |
| 4°0′ пд. ш. 120°20′ сх. д. / 4.000° пд. ш. 120.333° сх. д. | Затока Боні                | |
| 4°0′ пд. ш. 121°25′ сх. д. / 4.000° пд. ш. 121.417° сх. д. | Індонезія                  | Проходить через Південно-Східний півострів[en] на острові Сулавесі                                                                                                 |
| 4°0′ пд. ш. 122°38′ сх. д. / 4.000° пд. ш. 122.633° сх. д. | Море Банда                 | |
| 4°0′ пд. ш. 123°0′ сх. д. / 4.000° пд. ш. 123.000° сх. д.  | Індонезія                  | Проходить через острів Вовоні[en] |
| 4°0′ пд. ш. 123°3′ сх. д. / 4.000° пд. ш. 123.050° сх. д.  | Море Банда                 | Проходить південніше островів Буру, Амбон та Серам, Індонезія |
| 4°0′ пд. ш. 131°12′ сх. д. / 4.000° пд. ш. 131.200° сх. д. | Індонезія                  | Проходить через острови Серам-Лаут |
| 4°0′ пд. ш. 131°26′ сх. д. / 4.000° пд. ш. 131.433° сх. д. | Море Серам                 | |
| 4°0′ пд. ш. 132°51′ сх. д. / 4.000° пд. ш. 132.850° сх. д. | Індонезія                  | Проходить через Нову Гвінею |
| 4°0′ пд. ш. 133°19′ сх. д. / 4.000° пд. ш. 133.317° сх. д. | Арафурське море            | |
| 4°0′ пд. ш. 134°11′ сх. д. / 4.000° пд. ш. 134.183° сх. д. | Індонезія                  | Проходить через острів Айдума та Нову Гвінею |
| 4°0′ пд. ш. 141°0′ сх. д. / 4.000° пд. ш. 141.000° сх. д.  | Папуа Нова Гвінея          | Проходить через Нову Гвінею |
| 4°0′ пд. ш. 144°34′ сх. д. / 4.000° пд. ш. 144.567° сх. д. | Тихий океан                | Новогвінейське море — проходить північніше острова Манам[en], Папуа Нова Гвінея                                                                                    |
| 4°0′ пд. ш. 152°35′ сх. д. / 4.000° пд. ш. 152.583° сх. д. | Папуа Нова Гвінея          | Проходить через Нову Ірландію |
| 4°0′ пд. ш. 152°56′ сх. д. / 4.000° пд. ш. 152.933° сх. д. | Тихий океан                | |
| 4°0′ пд. ш. 153°42′ сх. д. / 4.000° пд. ш. 153.700° сх. д. | Папуа Нова Гвінея          | Проходить через острів Бабасе[en] |
| 4°0′ пд. ш. 153°43′ сх. д. / 4.000° пд. ш. 153.717° сх. д. | Тихий океан                | Проходить південніше островів Маккін[en] та Бірні[en], Кірибаті Проходить північніше острова Манра[en], Кірибаті Проходить південніше острова Равакі[en], Кірибаті |
| 4°0′ пд. ш. 154°58′ зх. д. / 4.000° пд. ш. 154.967° зх. д. | Кірибаті                   | Проходить через острів Молден |
| 4°0′ пд. ш. 154°54′ зх. д. / 4.000° пд. ш. 154.900° зх. д. | Тихий океан                | |
| 4°0′ пд. ш. 80°59′ зх. д. / 4.000° пд. ш. 80.983° зх. д.   | Перу                       | |
| 4°0′ пд. ш. 80°26′ зх. д. / 4.000° пд. ш. 80.433° зх. д.   | Еквадор                    | Приблизно на 13 км |
| 4°0′ пд. ш. 80°19′ зх. д. / 4.000° пд. ш. 80.317° зх. д.   | Перу                       | Приблизно на 7 км |
| 4°0′ пд. ш. 80°15′ зх. д. / 4.000° пд. ш. 80.250° зх. д.   | Еквадор                    | |
| 4°0′ пд. ш. 78°31′ зх. д. / 4.000° пд. ш. 78.517° зх. д.   | Перу                       | |
| 4°0′ пд. ш. 70°10′ зх. д. / 4.000° пд. ш. 70.167° зх. д.   | Колумбія                   | |
| 4°0′ пд. ш. 69°53′ зх. д. / 4.000° пд. ш. 69.883° зх. д.   | Бразилія                   | Амазонас Пара Мараньян Піауї Сеара — проходить південніше Форталези                                                                                                |
| 4°0′ пд. ш. 38°14′ зх. д. / 4.000° пд. ш. 38.233° зх. д.   | Атлантичний океан          | Проходить південніше атола Рокас, Бразилія Проходить південніше острова Фернанду-ді-Норонья, Бразилія                                                              |